# Кривавий кулак 6: Нульова відмітка
Кривавий кулак 6: Нульова відмітка (англ. Bloodfist VI: Ground Zero) — американський бойовик 1995 року.

## Сюжет
Колишній спецназівець Нік Корріган, що залишився на армійській службі в лавах ВПС США на посади посильного, привозить пакет на військову базу десь на американському Заході. У ці ж хвилини базу захоплює банда терористів на чолі з лиходієм Фоуксом, який мріє тільки про те, як би зручніше накрити всі найбільші міста країни ракетами з ядерними боєголовками. Нападаючи на обраний об'єкт, Фоукс уявлення не мав, що найреальніша загроза і його планом, і його життю — це сержант Нік Корріган, якому для перемоги над ворогом навіть стріляти не обов'язково: його смертоносна зброя — руки і ноги.

## У ролях
- Дон «Дракон» Вілсон — Нік Корріган
- Маркус Ауреліус — Себіан
- Майкл Бленкс — Ахмад
- Ентоні Боєр — Міллер
- Арт Камачо — Рівера
- Річард В. Кокс — технік 1
- Ед Крік — Девіс
- Робін Кертіс — майор Мерін
- Вінсент ДеПальма — капітан Хікс
- Алекс Десайр — Хассад
- Джон Фрідман — Форбес
- Джонатан Фуллер — Фоукс
- Стів Гарві — майор Тілман
- Ренделл Широ Айдейши — Гейтс
- Вінн Ірвін — генерал Кармайкл
- Говард Джексон — Беккер
- Мілтон Кан — технік
- Денніс Кейффер — Курц
- Кевін Ноттс — Лукас
- Майкл МакДональд — Корі
- Карл А. МакГі — Алі
- Берт Ремсен — старий
- Катя Сассун — Торі
- Метью Шуен — Воткінс
- Патрік Дж. Стетхем — командувач штурмової групи
- Реймонд Сторті — Перес
- Дейл Е. Тернер — медик
- Леонард О. Тернер — полковник Бріггс